# 反抗期アバンチュール
「反抗期アバンチュール」（はんこうきアバンチュール）は、日本のボーカルダンスユニット・M!LKの通算2枚目となるシングル。
2015年8月19日にSDRから発売された。

## 収録曲

### CD
1. 反抗期アバンチュール [3:43]
作詞・作曲：渡辺翔、編曲：清水哲平
2. 僕の枕ちょーだいっ！ [3:56]
作詞・作曲：宮崎まゆ、編曲：Tak Miyazawa
  - TYPE-Bのみ
3. gkbr [4:23]
作詞・作曲・編曲：宮原康平
  - TYPE-Cのみ

### DVD
※TYPE-Aのみ
1. MVメイキング映像など収録DVD